# Pilotka

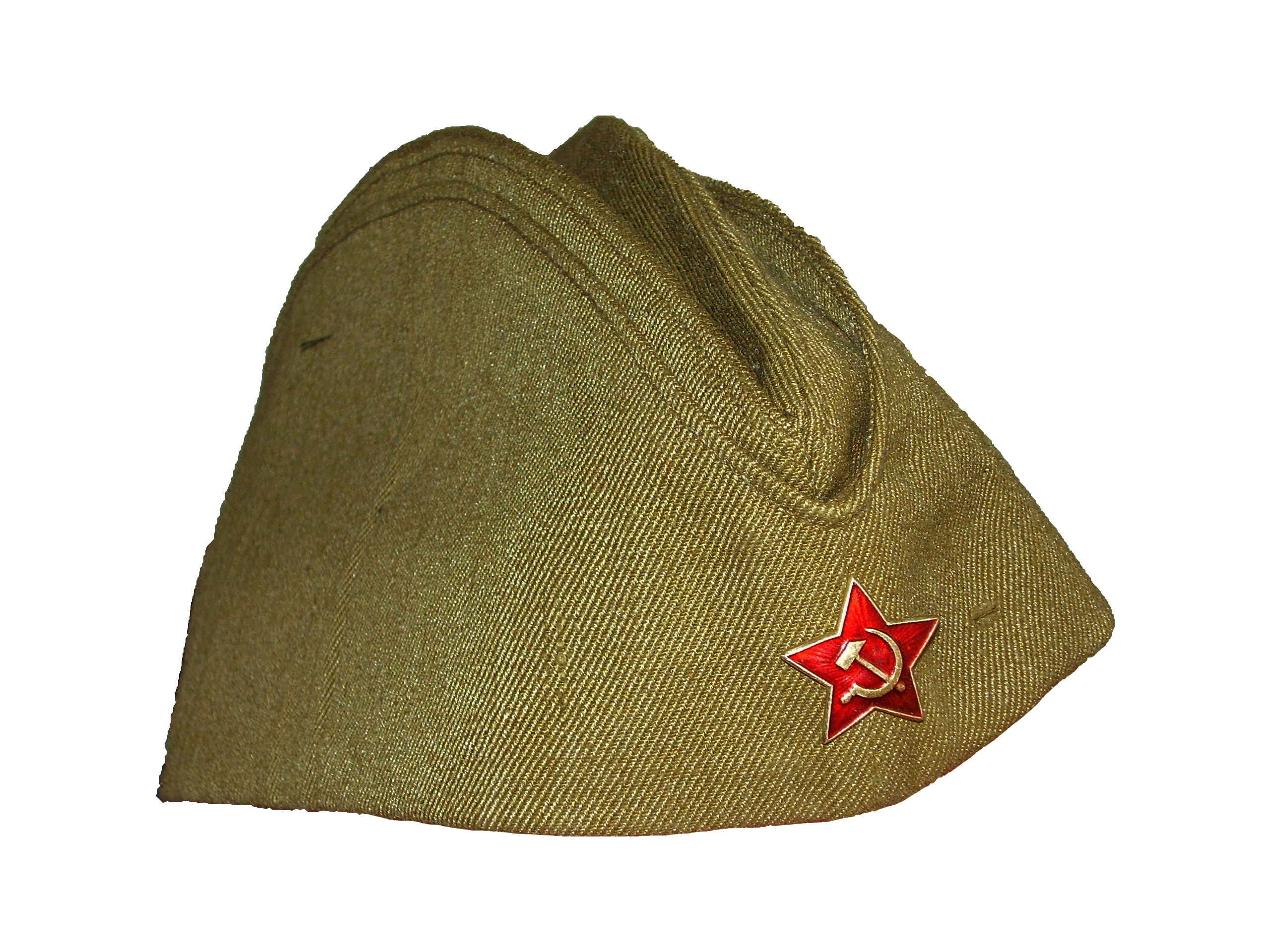
Pilotka dell'Armata Rossa

La pilotka è un copricapo militare russo, corrisponde al berretto a busta o bustina.
Risale, approssimativamente, alla prima guerra mondiale, quale berretto di servizio per i piloti militari, in luogo del berretto piatto con visiera.
La praticità del modello unitamente alla semplicità di confezionamento e ai minori costi connessi, ne determinò la progressiva estensione a tutte le forze armate.
Per questi aspetti e per la differenza con i capi di abbigliamento dell'esercito zarista fu subito diffuso nell'Armata rossa.
Dal punto di vista della foggia, il primo modello sembra ispirarsi alla šajkača (letteralmente "copricapo di frontiera"), berretto militare in uso nel regno di Serbia, a sua volta ispirato, come nel caso di molti altri effetti di vestiario serbi, ad analogo capo austriaco della seconda metà dell'Ottocento.
Nel corso del tempo diminuì di dimensioni e subì minori cambiamenti nel disegno.